# رالي أستراليا 2019
رالي أستراليا 2019 هو سباق رالي أقيم في الفترة من 14 إلى 17 نوفمبر 2019 في كوفس هاربور. كان الجولة الرابعة عشر ضمن بطولة العالم للراليات موسم 2019. تكون الرالي من 25 مرحلة.